# Dexter Davis (Footballspieler, 1970)
Dexter Wendell Jackson Davis (* 20. März 1970 in Brooklyn, New York City) ist ein ehemaliger US-amerikanischer American-Football-Spieler. Er spielte sechs Saisons auf der Position des Cornerbacks in der National Football League (NFL).

## NFL

### Phoenix Cardinals
Davis wurde im NFL Draft 1991 in der vierten Runde von den Phoenix Cardinals ausgewählt. In seiner Rookie-Saison trug er die Nummer 48, dann wechselte er zur Nummer 21. Er spielte in drei Saisons in 33 Spielen, davon drei von Beginn an. In dieser Zeit konnte er zwei Malden Ball vom Gegner abfangen und 33 Tackles setzen.

### Los Angeles/St. Louis Rams
Mitten in der Saison 1993 wechselte Davis zu den Rams, wo er die Nummer 29 trug. Dort blieb er bis zur Saison 1996.